# ایتری (کمیک)
ایتری پادشاه دورف‌ها یک شخصیت خیالی در کتاب‌های کمیک منتشر شده توسط مارول کامیکس است. ایتری یک دورف است که در آسگارد زندگی می‌کند. او یک مخترع اسلحه است که اولین بار میولنیر را برای ثور اختراع کرد. او همچنین عضو گروه جهش‌یافته‌های جدید است.پیتر دینکلیج نقش ایتری را در انتقام‌جویان: جنگ ابدیت ایفا کرد.